# Radhouène Felhi
Radhouène Felhi (Meknassy, 25 marzo 1984) è un calciatore tunisino, difensore dell'Étoile sportive du Sahel.
Ha inoltre giocato nel Monaco 1860, con Al-Salmiya SC	 in kueit, poi è tornato nella sua squadra di origine prima di giocare di nuovo all'estero, nello Nejmah SC libanese.